# Александар Вељић
Александар Саша Вељић (Београд, 15. јануар 1971 — Гејнсвил, 20. март 2024) био је српски писац, преводилац и публициста.

## Биографија
Александар Вељић је рођен у Београду, у којем је 1990. године завршио Шесту београдску гимназију, смер књижничар (библиотекар). На Колеџу „Амбасадор” у Биг Сендију, у америчкој савезној држави Тексас, дипломирао је енглески језик и књижевност 1995.
Био је оснивач и председник Друштва за очување сећања на Холокауст (енгл. The Holocaust Memorial Society) и непрофитне библиотеке „Нада Израела” (енгл. The Hope of Israel), која садржи колекцију књига о библијским учењима, те о десет „изгубљених” племена Израела и о Холокаусту.
Свој истраживачко-стваралачки рад и највећи број дела Вељић је посветио идентификовању жртава Рације у јужној бачкој 1942. Публикација „Свеске за историју Новог Сада” бр. 23, која је поводом осамдесет година од злогласне Рације (1942–2022) објављена под покровитељством Града Новог Сада, у потпуности је посвећена његовом раду на ову тему. У њој је публикован комплетан списак жртава поменутог масакра које је Вељић до тада идентификовао. Имена жртава, чији је идентификовани број 5862, груписане су по породицама и по местима у којима су убијене, а разврстане су и по етничкој структури.
Био је велики противник генетички модификованих организма, о чему је говорио и у Народној скупштини Републике Србије 2013.
Последњих година живота становао је у Ужицу, планирајући да се пресели у источну Србију.
Знао је енглески, шпански и хебрејски језик.

### Смрт
Преминуо је после краће болести 20. марта 2024. у 54. години живота, у граду Гејнсвил, у савезној држави Џорџији, приликом посете Сједињеним Државама. У Америци је кремиран, а урна са његовим пепелом је положена у земљу 2. септембра 2024. на ужичком градском гробљу „Сарића Осоје”.
Постхумно је увршћен у „Енциклопедију националне дијаспоре”, коју уређује Иван Калаузовић Иванус.

## Дела
- Рација – заборављен геноцид (Metaphysica, Београд, 2007)
- Миклош Хорти – некажњени злочинац (Metaphysica, Београд, 2009)
- Истина о Новосадској рацији (Еден, Сремска Каменица, 2010)
- Злочин у Ђурђеву: јануарска рација 1942 (Еден, Сремска Каменица, 2011)
- Случај Кепиро (Еден, Нови Сад, 2011)
- Приручник за основна времена у енглеском језику (Еден, Сремска Каменица, 2011)
- Genocide Revealed: New Light on the Massacre of Serbs and Jews Under Hungarian Occupation (Something or Other Publishing, Медисон, Висконсин, САД, 2012)
- Веродостојност библијског канона (издање аутора, Нови Сад, 2013)
- Феномен Јевреја (издање аутора, Нови Сад, 2013)
- Основе библијских пророчанстава (издање аутора, Нови Сад, 2013)
- Мисија Христових апостола (издање аутора, Нови Сад, 2013)
- Зашто се Исус сукобио са фарисејима? (издање аутора, Нови Сад, 2014)
- Како да се оснажиш силом од Бога (издање аутора, Нови Сад, 2014)
- Крах Енглеске и Америке (издање аутора, Нови Сад, 2014)
- Паганске примесе у популарним светковинама (издање аутора, Нови Сад, 2014)
- Спомен-списак идентификованих жртава јануарске „Рације” 1942 (Новосадски клуб, Нови Сад, 2021)
- Genocide Revealed: New Light on the Massacre of Serbs and Jews Under Hungarian Occupation – друго издање (Something or Other Publishing, Медисон, Висконсин, САД, 2024)